# Pine Hill (Alabama)
Pour les articles homonymes, voir Pine Hill.
Pine Hill est une municipalité américaine située dans le comté de Wilcox en Alabama.
Selon le recensement de 2010, sa population est de 975 habitants. La municipalité s'étend sur 3,82 milles carrés (9,89 km2).
La localité doit son nom à sa situation sur une colline (en anglais : hill) plantée de pins (en anglais : pines). Elle devient une municipalité en 1895.

## Démographie
| 1910 | 1920 | 1930 | 1940 | 1950 | 1960 | 1970 | 1980 |
| ---- | ---- | ---- | ---- | ---- | ---- | ---- | ---- |
| 470  | 375  | 433  | 418  | 408  | 367  | 697  | 510  |

| 1990 | 2000 | 2010 | - | - | - | - | - |
| ---- | ---- | ---- | - | - | - | - | - |
| 481  | 966  | 975  | - | - | - | - | - |